# Трудељ
Трудељ је насеље у Србији у општини Горњи Милановац у Моравичком округу. Према попису из 2022. било је 210 становника. Удаљено је 30 км од Горњег Милановца. Налази се на путу за Белановицу, на надморској висини од 250 до 650 м и на површини од 2.426 ха.
Село је имало општину и школу, а припадало је црквеној парохији у Белановици – црква Свете Богородице. Сеоска слава је недеља пред Младог светог Николу.

## Историја
Трудељ је први пут поменут 1525. године у турском попису. Тада је носио име Тврдин и имао је два дома. На основу једне легенде, „проклета Јерина” је при зидању града Островице терала трудне жене да кулуче и носе камење за изградњу града, па је тако настало име Трудељ. Староседелачко становништво овог села се иселило пред доласком Турака, осим четири породице чији потомци и данас настањују ово село. Највећи део становништва се у 18. веку доселио из Старог Влаха и околине Ужица.
У ратовима у периоду од 1912. до 1918. године село је дало 141 ратника. Погинуло их је 84 а 49 је преживело.
Село је претрпело штету у поплавама маја 2014. године. Овде се налазе Крајпуташ Василију Јовановићу у Трудељу, Крајпуташ Милићу Матићу у Трудељу, Крајпуташ Владимиру Младеновићу у Трудељу, Крајпуташи Ивану и Душану Петровићу у Трудељу, Три крајпуташа у Трудељу.

## Демографија
У пописима село је 1910. године имало 1.150 становника, 1921. године 804, а 2002. године тај број је спао на 423.
У насељу Трудељ живи 358 пунолетних становника, а просечна старост становништва износи 47,3 година (46,7 код мушкараца и 47,9 код жена). У насељу има 143 домаћинства, а просечан број чланова по домаћинству је 2,87.
Ово насеље је великим делом насељено Србима (према попису из 2002. године), а у последња три пописа, примећен је пад у броју становника.
|  |

| Демографија | Демографија | Демографија |
| Година      | Становника  | Становника  |
| ----------- | ----------- | ----------- |
| 1948.       | 925         |             |
| 1953.       | 914         |             |
| 1961.       | 875         |             |
| 1971.       | 781         |             |
| 1981.       | 649         |             |
| 1991.       | 531         | 524         |
| 2002.       | 410         | 423         |
| 2011.       | 336         |             |

| Етнички састав према попису из 2002.‍ | Етнички састав према попису из 2002.‍ | Етнички састав према попису из 2002.‍ | Етнички састав према попису из 2002.‍ | Етнички састав према попису из 2002.‍ |
| ------------------------------------ | ------------------------------------ | ------------------------------------ | ------------------------------------ | ------------------------------------ |
|                                      |                                      |                                      |                                      |                                      |
| Срби                                 | Срби                                 |                                      | 408                                  | 99,51%                               |
| непознато                            | непознато                            |                                      | 2                                    | 0,48%                                |

| Година пописа     | 1948. | 1953. | 1961. | 1971. | 1981. | 1991. | 2002. |
| ----------------- | ----- | ----- | ----- | ----- | ----- | ----- | ----- |
| Број домаћинстава | 177   | 177   | 190   | 189   | 178   | 167   | 143   |

| Број чланова      | 1  | 2  | 3  | 4  | 5  | 6  | 7 | 8 | 9 | 10 и више | Просек |
| ----------------- | -- | -- | -- | -- | -- | -- | - | - | - | --------- | ------ |
| Број домаћинстава | 40 | 39 | 19 | 10 | 21 | 10 | 3 | 0 | 1 | 0         | 2,87   |

| Пол    | Укупно | Неожењен/Неудата | Ожењен/Удата | Удовац/Удовица | Разведен/Разведена | Непознато |
| ------ | ------ | ---------------- | ------------ | -------------- | ------------------ | --------- |
| Мушки  | 188    | 41               | 118          | 28             | 1                  | 0         |
| Женски | 176    | 18               | 120          | 35             | 1                  | 2         |
| УКУПНО | 364    | 59               | 238          | 63             | 2                  | 2         |

| Пол    | Укупно                    | Пољопривреда, лов и шумарство | Рибарство                            | Вађење руде и камена | Прерађивачка индустрија       |
| ------ | ------------------------- | ----------------------------- | ------------------------------------ | -------------------- | ----------------------------- |
| Мушки  | 95                        | 56                            | 0                                    | 11                   | 9                             |
| Женски | 45                        | 34                            | 0                                    | 0                    | 5                             |
| УКУПНО | 140                       | 90                            | 0                                    | 11                   | 14                            |
| Пол    | Производња и снабдевање   | Грађевинарство                | Трговина                             | Хотели и ресторани   | Саобраћај, складиштење и везе |
| Мушки  | 0                         | 6                             | 7                                    | 0                    | 3                             |
| Женски | 0                         | 0                             | 1                                    | 1                    | 1                             |
| УКУПНО | 0                         | 6                             | 8                                    | 1                    | 4                             |
| Пол    | Финансијско посредовање   | Некретнине                    | Државна управа и одбрана             | Образовање           | Здравствени и социјални рад   |
| Мушки  | 0                         | 0                             | 0                                    | 1                    | 1                             |
| Женски | 0                         | 0                             | 1                                    | 2                    | 0                             |
| УКУПНО | 0                         | 0                             | 1                                    | 3                    | 1                             |
| Пол    | Остале услужне активности | Приватна домаћинства          | Екстериторијалне организације и тела | Непознато            | Непознато                     |
| Мушки  | 0                         | 0                             | 0                                    | 1                    | 1                             |
| Женски | 0                         | 0                             | 0                                    | 0                    | 0                             |
| УКУПНО | 0                         | 0                             | 0                                    | 1                    | 1                             |